# Assis
Assis là một đô thị ở bang São Paulo, Brasil. Thành phố này có dân số (năm 2007) là 92.965 người, diện tích là 462,705 km², mật độ dân số 207,3 người/km². Đô thị này nằm ở độ cao 546 m, cách thủ phủ bang São Paulo 440 km. Assis này nằm ở khu vực khí hậu cận nhiệt đới với nhiệt độ bình quân năm 21,5 °C. Theo điều tra năm 2000, Assis này có:
- Tổng dân số 87.251 người, trong đó, dân số thành thị: 83.388, nông thôn: 3863 người.
- Nam giới: 42.438, nữ giới: 44.813 người.
- Mật độ dân số 31,22 người/km².
- Tuổi thọ: 73,58 năm.
- Tỷ lệ trẻ dưới 1 tuổi tử vong (trên 1 triệu): 11,75
- Tỷ lệ biết đọc biết viết: 93,48% dân số.
- Chỉ số phát triển con người: 0,829
- Tỷ lệ sinh (trẻ/bà mẹ): 2,12

Đô thị này giáp các đô thị: phía bắc: Lutécia, phía nam: Cândido Mota, Tarumã, phía đông: Platina, Echaporã, phía tây: Paraguaçu Paulista, Maracaí